# Stuart Croft
Stuart Croft (* 1963) ist ein britischer Politikwissenschaftler, der als Professor an der University of Warwick lehrt und forscht. Sein inhaltlicher Schwerpunkt sind die Internationalen Beziehungen mit Spezialisierung auf Sicherheitsstudien. Er amtierte 2009/10 als Vorsitzender der British International Studies Association (BISA).
Bevor Croft 2007 als Professor für internationale Sicherheit an die University of Warwick kam, war er 18 Jahre lang an der University of Birmingham gewesen, zuletzt als Professor für Internationale Beziehungen. Derzeit (Stand 2023) ist er Vizekanzler und Präsident der University of Warwick.

## Schriften (Auswahl)
- Securitizing Islam. Identity and the search for security. Cambridge University Press, Cambridge/New York 2012, ISBN 978-1-107-02046-7.
- Culture, crisis and America's War on Terror. Cambridge University Press, Cambridge/New York 2006, ISBN 978-0-521-86799-3.
- Strategies of arms control. A history and typology. Manchester University Press, Manchester/New York 1996, ISBN 0-7190-4877-X.
- The end of superpower. British Foreign Office conceptions of a changing world, 1945–51. Dartmouth, Aldershot/Brookfield 1994, ISBN 1-85521-449-0.